# Константин II (император)
Вижте пояснителната страница за други личности с името Константин II.
Флавий Клавдий Константин Младши (на латински: Flavius Claudius Constantinus Iunior), или Константин ІІ е римски император (314 – 340), най-възрастният син на император Константин I Велики и Фауста.
Константин I произвежда Константин ІІ в ранг „цезар“ през 317 г., когато той е на тригодишна възраст. На 11 години участва в похода срещу готите по Дунав през 325 г. заедно с баща си Константин Велики, а след това воюва и срещу сарматите. По-младите братя на Константин ІІ – Констанций II и Констанс, също са издигнати за цезари от баща им.

## Съуправление като август
Когато Константин I Велики умира през май 337 г., властта в Римската империя бива поделена между синовете му: обявените за августи Константин II, Констанций II и Констанс, които отстраняват с измама и екзекутират братовчедите си Далмаций и Ханибалиан, макар че в първоначалното завещание било предвидено те също да управляват.
Въпреки че е най-възрастен от тримата наследници, териториите, които Константин II наследява, а именно Испания, Галия и Британия, изглежда му дават най-ограничена сфера на влияние в сравнение с братята му. Той е недоволен от полученото. След като Констанс присвоява владенията на Далмаций в Тракия, Константин ІІ издига претенции за земи в Илирия и Северна Африка, но исканията му не са приети.
Когато най-младият от братята, Констант навършва пълнолетие, опекунството на Константин II над него отпада и той решава да нападне земите му, за да го принуди на отстъпки. През март 340 г. се води кратка война между двамата братя. Докато Констант се намира в Панония, Константин нахлува в Северна Италия. След първоначален успех, Константин II начело на малък отряд в авангарда на основната армия, попада в засада близо до Аквилея и загива. Тялото му е намерено в близката река. Земите му стават част от владенията на Констанс.

## Галерия
- Солид на Константин II като цезар.
- Статуя на Константин II в Рим.